# Benetton B191
Chronologie des modèles (1991-1992)
Benetton B190 Benetton B192
La Benetton B191 est une monoplace de Formule 1 engagée par l'écurie Benetton Formula dans le cadre du championnat du monde de Formule 1 1991. Elle est pilotée par le Brésilien Roberto Moreno, remplacé en cours de saison par le novice allemand Michael Schumacher et le Brésilien Nelson Piquet.

## Saison 1991
La Benetton B191 fait son apparition au Grand Prix de Saint-Marin, troisième épreuve de la saison, l'écurie ayant engagé une B190B en début de la saison. À Imola, les deux pilotes se qualifient en milieu de grille, Moreno et Piquet étant treizième et quatorzième. En course, si Piquet abandonne dès le premier tour à la suite d'un tête-à-queue, son coéquipier termine treizième malgré une défaillance de sa boîte de vitesses survenue au cinquante-troisième tour,.
À Monaco, Moreno, qualifié huitième, termine quatrième de l'épreuve à un tour du vainqueur Ayrton Senna, alors que Piquet, quatrième sur la ligne de départ, percuté par la McLaren MP4/6 de Gerhard Berger dès le premier tour, abandonne,.
Le point culminant de la saison est le Grand Prix du Canada où Nelson Piquet, élancé de la huitième place, remporte sa vingt-troisième et dernière victoire, en profitant de l'abandon de Nigel Mansell survenu à l'avant-dernier tour de l'épreuve, tandis que Moreno, cinquième au départ, abandonne à la suite d'un tête-à-queue au dixième tour,,.
Les cinq manches suivantes sont plus délicates pour l'écurie britannique qui n'obtient que deux cinquièmes places grâce à Moreno au Grand Prix du Mexique puis Piquet en Grande-Bretagne. La B191 abandonne à trois reprises en raison d'une boîte de vitesses défaillante, en Grande-Bretagne, en Allemagne et en Hongrie,.
Au Grand Prix de Belgique, Piquet, qui obtient son soixantième et dernier podium, termine troisième tandis que Moreno,quatrième, réalise son unique meilleur tour en course,,.
À la fin de l'épreuve belge, Moreno est échangé contre l'Allemand Michael Schumacher, qui vient de disputer, avec Jordan Grand Prix, son premier Grand Prix de Formule 1. Dès l'épreuve suivante, en Italie, le novice marque ses deux premiers points dans la discipline et récidive lors des deux manches suivantes, Schumacher abandonnant lors des deux dernières courses de la saison. 
Piquet marque des points en Italie, au Portugal et en Australie (où il inscrit la moitié des trois points de la quatrième place, la course étant interrompue par la pluie au quatorzième des 81 tours prévus), mais est dominé par son jeune équipier en qualifications, sauf lors de la manche australienne,,.
À la fin de la saison, Benetton Formula termine à la quatrième place du championnat des constructeurs avec 38,5 points. Nelson Piquet obtient la sixième place du championnat des pilotes avec 26,5 points. Roberto Moreno marque huit points et se classe dixième tandis que Michael Schumacher est quatorzième avec quatre unités,.

## Saison 1992

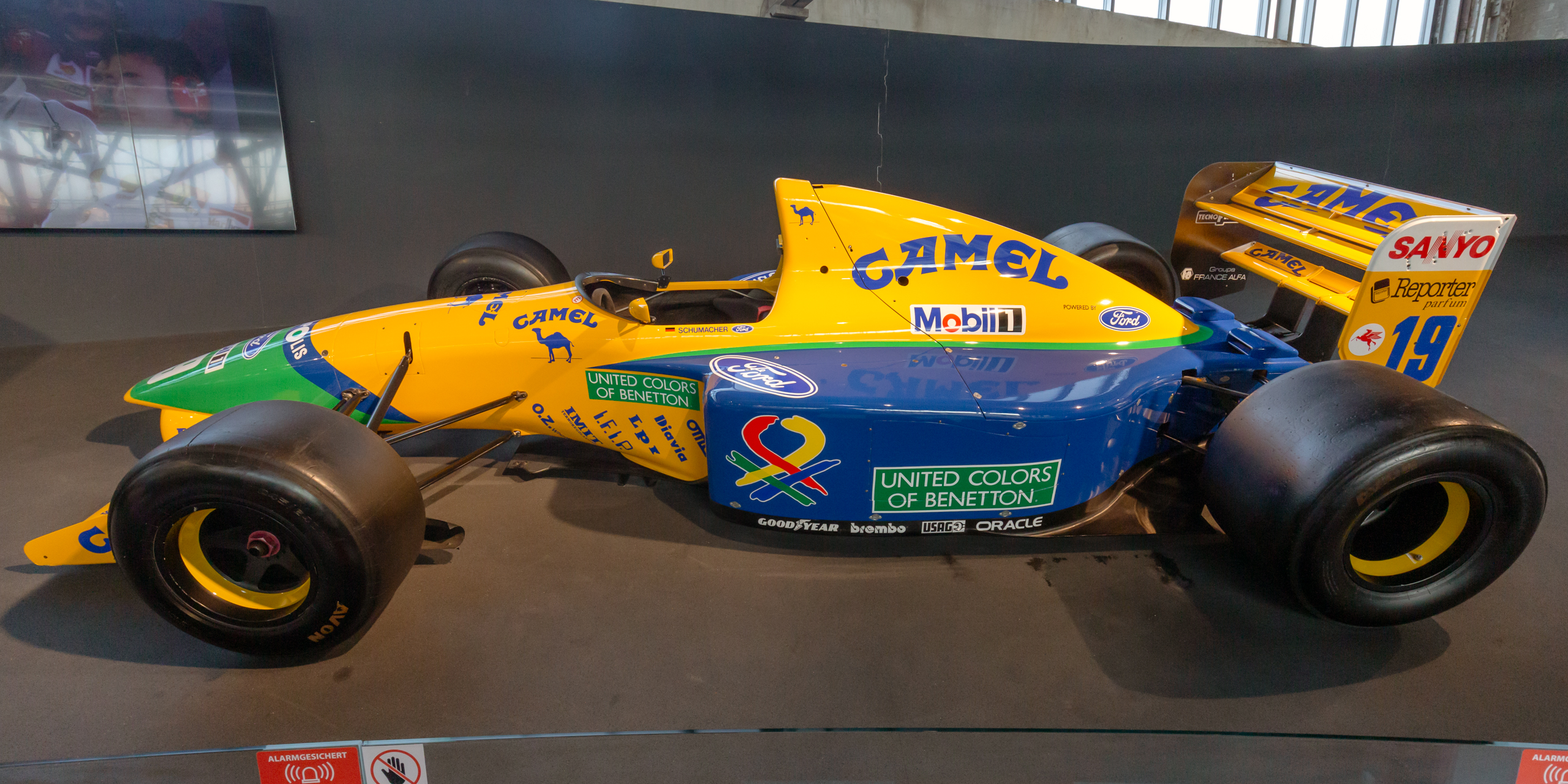
La Benetton B191B de Michael Schumacher exposée au Michael Schumacher Private Collection.

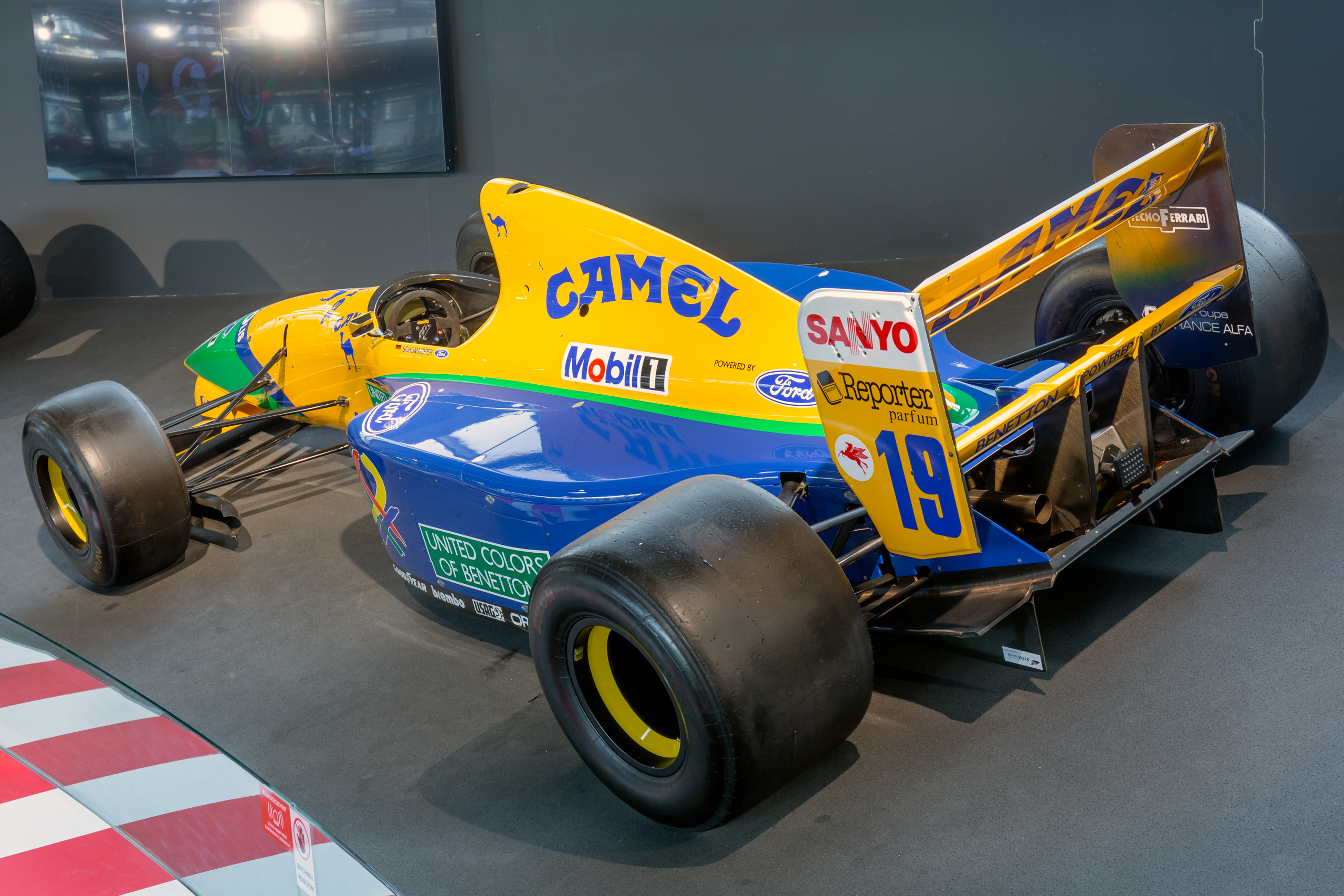
L'arrière de la Benetton B191B.

En 1992, Benetton aligne pour les trois premières manches du championnat une version B de la B191 en attendant l'arrivée de la Benetton B192. La B191B est une évolution de la B191 dont l'une des principales différences est un réservoir pouvant détenir quatre litres de carburant de plus que l'année passée. Durant l'intersaison, Nelson Piquet, qui a quitté la Formule 1, est remplacé par le Britannique Martin Brundle, en provenance de l'écurie Brabham.
Lors du Grand Prix inaugural, en Afrique du Sud, Michael Schumacher se qualifie en sixième position, à 2,1 secondes de la pole position du pilote Williams, Nigel Mansell, tandis que Martin Brundle réalise le huitième temps, à sept dixièmes de son coéquipier. En course, si Brundle abandonne dès le premier tour à la suite d'un accident, Schumacher termine quatrième,.
Au Mexique, les deux pilotes Benetton occupent la deuxième ligne de la grille, Schumacher ayant réalisé le troisième temps qualificatif à neuf dixièmes des Williams de Mansell et Riccardo Patrese, et Brundle étant à deux secondes du Britannique. En course, les quatre pilotes de tête maintiennent leur position, jusqu'au quarante-septième tour où Brundle abandonne en raison d'une surchauffe de son moteur Ford-Cosworth. Schumacher termine troisième de l'épreuve, obtenant ainsi son premier podium en Formule 1,,.
Lors du Grand Prix du Brésil, Schumacher obtient le cinquième temps qualificatif à 2,8 secondes du temps de la pole position détenu par Mansell alors que Brundle est septième à moins de deux dixièmes de son coéquipier. En course, alors que Brundle abandonne au trentième tour à la suite d'un accident, Schumacher termine à nouveau troisième, à un tour des deux pilotes Williams,.
La B191B est remplacée par la B192 à partir de la manche suivante, disputée en Espagne.

## Résultats en championnat du monde de Formule 1
| Saison | Écurie              | Moteur                | Pneus    | Pilotes            | Courses | Courses | Courses | Courses | Courses | Courses | Courses | Courses | Courses | Courses | Courses | Courses | Courses | Courses | Courses | Courses | Points inscrits | Classement |
| Saison | Écurie              | Moteur                | Pneus    | Pilotes            | 1       | 2       | 3       | 4       | 5       | 6       | 7       | 8       | 9       | 10      | 11      | 12      | 13      | 14      | 15      | 16      | Points inscrits | Classement |
| ------ | ------------------- | --------------------- | -------- | ------------------ | ------- | ------- | ------- | ------- | ------- | ------- | ------- | ------- | ------- | ------- | ------- | ------- | ------- | ------- | ------- | ------- | --------------- | ---------- |
| 1991   | Camel Benetton Ford | Ford-Cosworth HBA4 V8 | Pirelli  |                    | USA     | BRÉ     | SMR     | MON     | CAN     | MEX     | FRA     | GBR     | ALL     | HON     | BEL     | ITA     | POR     | ESP     | JAP     | AUS     | 38,5*           | 4e         |
| 1991   | Camel Benetton Ford | Ford-Cosworth HBA4 V8 | Pirelli  | Roberto Moreno     |         |         | 13e     | 4e      | Abd     | 5e      | Abd     | Abd     | 8e      | 8e      | 4e      |         |         |         |         |         | 38,5*           | 4e         |
| 1991   | Camel Benetton Ford | Ford-Cosworth HBA4 V8 | Pirelli  | Michael Schumacher |         |         |         |         |         |         |         |         |         |         |         | 5e      | 6e      | 6e      | Abd     | Abd     | 38,5*           | 4e         |
| 1991   | Camel Benetton Ford | Ford-Cosworth HBA4 V8 | Pirelli  | Nelson Piquet      |         |         | Abd     | Abd     | 1er     | Abd     | 8e      | 5e      | Abd     | Abd     | 3e      | 6e      | 5e      | 11e     | 7e      | 4e      | 38,5*           | 4e         |
| 1992   | Camel Benetton Ford | Ford-Cosworth HBA5 V8 | Goodyear |                    | AFS     | MEX     | BRÉ     | ESP     | SMR     | MON     | CAN     | FRA     | GBR     | ALL     | HON     | BEL     | ITA     | POR     | JAP     | AUS     | 91*             | 3e         |
| 1992   | Camel Benetton Ford | Ford-Cosworth HBA5 V8 | Goodyear | Michael Schumacher | 4e      | 3e      | 3e      |         |         |         |         |         |         |         |         |         |         |         |         |         | 91*             | 3e         |
| 1992   | Camel Benetton Ford | Ford-Cosworth HBA5 V8 | Goodyear | Martin Brundle     | Abd     | Abd     | Abd     |         |         |         |         |         |         |         |         |         |         |         |         |         | 91*             | 3e         |

Légende : ici
- * 6 points marqués avec la Benetton B190B.
- * 80 points marqués avec la Benetton B192.